# État libre de Mariquita
1814–1816
Entités précédentes :
- Province de Mariquita

Entités suivantes :
- Province de Mariquita

L'État libre de Mariquita (espagnol : Estado Libre de Mariquita) est une ancienne entité administrative et territoriale de Nouvelle-Grenade (actuelle Colombie), indépendante puis intégrée aux Provinces-Unies de Nouvelle-Grenade. Elle recouvre le territoire de la province homonyme de 1810.

## Histoire
Entre 1807 et 1808 les troupes françaises de Napoléon Ier envahissent l'Espagne et le trône est donné au frère de l'empereur, Joseph. Tandis que l'Espagne livre sa propre guerre d'indépendance entre 1808 et 1814, ses colonies américaines en profitent pour s'émanciper et réclamer le droit de se gouverner elles-mêmes.
Le 22 décembre 1814 est proclamé dans la ville de Honda l'indépendance de la province de Mariquita. L'assemblée constituante de l’État libre de Mariquita se réunit le 3 mars 1815 dans le Palacio de la Convención, à Mariquita, afin de rédiger la Constitution du nouvel État, qui est publiée le 21 mai et promulguée le 4 août de la même année. Cette constitution déclare que la province de Mariquita est indépendante de l'Espagne, de Cundinamarca, ou de tout autre gouvernement qui ne soit pas issu d'élections populaires. José León Armero Racines (es) (né à Mariquita le 19 mars 1775) est élu président de l’État . 
Parmi les premières mesures prises par Armero figure la création d'écoles à Honda, Mariquita, Ibagué, Ambalema et El Espinal. Il met également en place un éclairage public à Honda et dans les chefs-lieux de cantons de la province.
En janvier 1815, un des premiers actes du gouvernement fédéral des Provinces-Unies de Nouvelle-Grenade, après avoir quitté Tunja pour s'installer à Bogota, est d'envoyer à Honda quelques espagnols sous la garde du commandant vénézuélien Alcántara, afin de les déporter via le port de Carthagène des Indes. Alcántara fait fusiller seize d'entre eux, tandis qu'Armero ordonne l'exécution du frère capucin Pedro Corella (qui a attenté à la vie de Simón Bolívar à Cúcuta en 1813) et des espagnols Infiesta, Martínez, Portilla, Bartolomé Fernández, Juan Calvo, Francisco Serrano, Joaquín Gómez, José Zapatero et Emeterio Bernal, et condamne les autres à l'exil. Les restes de ces fusillés seront inhumés en 1818 par les royalistes, de retour après la Reconquête espagnole
Au cours de la période entre 1811 et 1815, l’État fait face à de nombreuses batailles contre les forces espagnoles, notamment à Simiti en 1812. Toutefois, le 10 mai 1816, Donato Ruiz José Santacruz arrive avec les troupes espagnoles de reconquête, entre dans Honda et reçoit la reddition de John Lerchundi.